# Kiel-Ostsee-Weg
Der Kiel-Ostsee-Weg ist ein viel befahrener Schifffahrtsweg in der Ostsee.
Er verbindet die Kieler Bucht vom Leuchtturm Kiel (54° 28′ 56″ N, 10° 16′ 35″ O) über den Fehmarnbelt (54° 36′ 8″ N, 11° 14′ 5″ O) mit der Mecklenburger Bucht
(54° 20′ 0″ N, 11° 40′ 0″ O) und führt zur Kadetrinne
(54° 25′ 0″ N, 12° 9′ 0″ O). Auf Höhe der Lübecker Bucht kommt der Lübeck-Gedser-Weg als Seestraße hinzu. Im Fehmarnbelt kreuzen die Fähren der Vogelfluglinie diese vielbefahrene Seestraße, die alle Schiffe, die aus dem Großen oder Kleinen Belt oder dem Nord-Ostsee-Kanal in Richtung östliche Ostsee fahren benutzen müssen.
- Karte mit allen Koordinaten:
- OSM |
- WikiMap